# Peneira (instrumento)

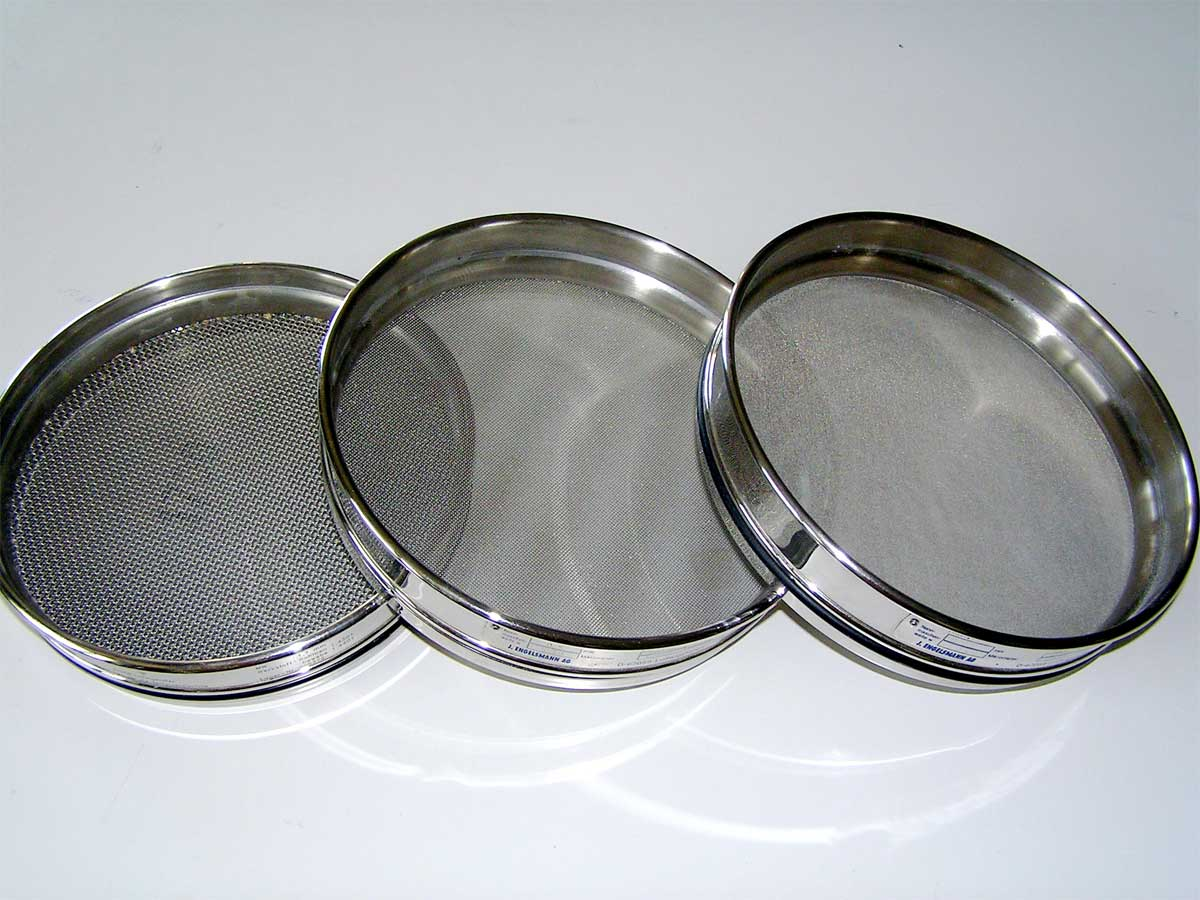
Peneiras de laboratório feitas de metal.

Uma peneira ou crivo é um instrumento utilizado para separar sólidos de diferentes tamanhos ou para separar sólido do líquido. Ele contém perfurações, geralmente formadas por uma rede de fios que atua como uma barreira para que as partículas menores passem pela peneira, enquanto as mais grosseiras ficam retidas no instrumento. Peneiras são utilizadas desde a Antiguidade em diversas culturas para, por exemplo, separarem-se grãos da colheita.

## Etimologia
Na língua protoindo-europeia, a palavra foi reconstruída como sendo kreidhrom, originando o latim cribrum e o grego koskinon.

## História

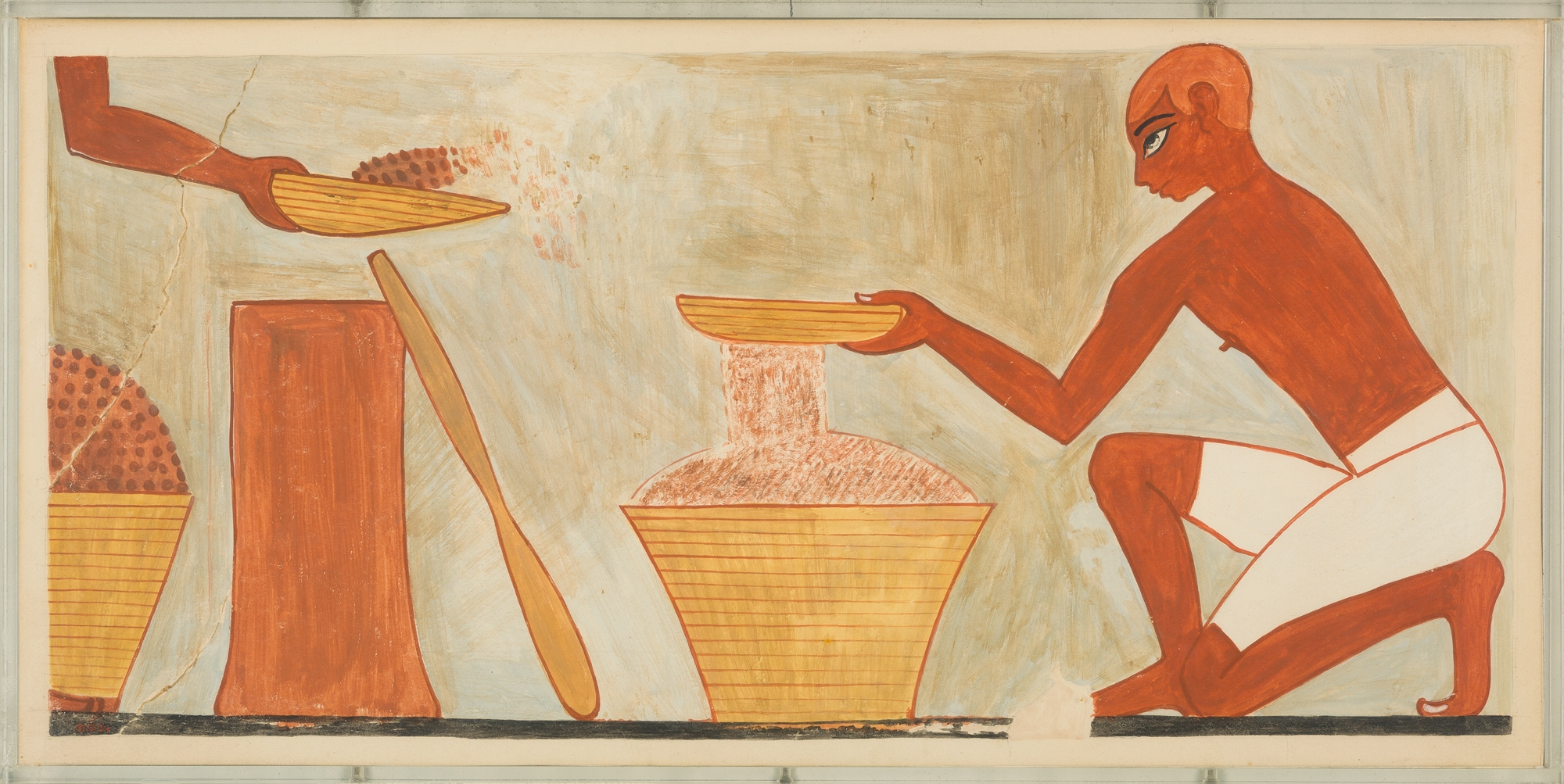
Pintura da tumba de Rekhmire (c. 1504–1425 a.C.), "Peneirando a refeição", no Museu Metropolitano de Arte

Paul Leser considera que a peneira de grãos se encontra no grupo mais antigo de ferramentas de agricultura, que se espalharam a todas grandes tradições culturais do Ocidente e Oriente, junto com o cesto de joeira, a pá de joeira, o arado, dentre outros.
Dentre os cereais cultivados desde tempos remotos, o trigo era uma dos principais e exigia, em uma de suas etapas, o joeiramento, no qual era comum se utilizar algum tipo de peneira. No Egito e Mesopotâmia, os crivos eram feitos de juncos ou de papiro. Porém, o joeiramento ou debulha para se remover a palha já era frequentemente considerado suficiente, enquanto o peneiramento nem sempre era feito, apenas quando fosse necessário extrair farinha de melhor qualidade.